# Curtiss A-8 Shrike
Le Curtiss A-8 est un monoplan à ailes basses construit par la firme américaine Curtiss, en réponse à un appel d'offres de l'United States Army Air Corps pour un avion d'attaque au sol afin de remplacer le A-3 Falcon. Le Model 59 Shrike est désigné XA-8, le surnom Shrike (« Pie-grièche ») n'étant pas officiellement adopté.

## Conception et développement
Le XA-8 gagne la compétition pour le contrat de l'USAAC contre le General Aviation/Fokker XA-7, après la production de treize appareils de tests (cinq en version YA-8 et huit en version Y1A-8). Après la fin des tests, onze de ces avions sont renommés A-8.
Le A-8 est le premier monoplan entièrement métallique en configuration ailes basses du constructeur Curtiss. Il bénéficie aussi d'avancées technologiques comme les volets d'ailerons et les becs de bord d'attaque automatiques.
Quatre mitrailleuses de calibre .30 sont montées dans les capots de carénage de roue, et une mitrailleuse de même calibre est servie par l'observateur pour la défense arrière. L'emport standard en termes de bombes est quatre bombes de 100 livres (55 kg).
Un YA-8 est équipé avec un moteur en étoile et renommé YA-10, tandis qu'un autre sert de banc de test pour le moteur Curtiss V-1570 Conqueror sous la désignation Y1A-8A. Cet avion est renommé officiellement A-8 à la fin de la période de tests.
Une commande initiale de 46 A-8B est lancée par l'USAAC, toutefois la commande se change pour des Model 60 ou A-12 avant que la production de démarre.

## Service opérationnel
Le A-8 fait sensation au sein de l'aviation américaine quand il entre en service au sein du 3 rd Attack Group de Fort Crockett (en) (Texas) en avril 1932. Une grande partie de son succès est que tous les autres avions en service sont des biplans, le premier chasseur monoplan, le P-26 Peashooter, ne devient opérationnel que huit mois plus tard.

## Variantes
- XA-8 ou Model 59 : un prototype construit, serial 30-387, longueur 9,906 m, envergure 13,4 m, masse en charge 2 455,3 kg, équipé d'un Curtiss V-1570-23[3].

- YA-8 : avion de test, 5 construits, serial 32-344 à 32-348, masse en charge 2 588 kg, un converti en prototype YA-10 avec un moteur en étoile de 625 ch Pratt & Whitney Hornet[1],[3].

- Y1A-8 : avion de test, 8 construits, masse en charge 2 590 kg[3].

- A-8 : 12 appareils YA-8 et Y1A-8 renommés en A-8.

- Y1A-8A : dernier Y1A-8 avec un moteur Curtiss V-1570-57, longueur 10,24 m, masse en charge 2 852 kg[3].

- A-8A : renommé Y1A-8A[3].

- A-8B : version annulée, remplacée par le Curtiss A-12 Shrike[3].

## Pays utilisateurs
États-Unis : United States Army Air Corps

### Développement lié
- Curtiss YA-10 Shrike
- Curtiss A-12 Shrike

### Avion comparable
- Fokker XA-7